# 미국톤
미국톤은 질량의 단위다. 미톤 또는 쇼트톤(short ton)이라고도 한다. 1 미국톤은 2,000 파운드(= 907.18474 킬로그램)이다. 즉 미국에서 "톤(ton)"이라고 하면 약 907 킬로그램이다. 1,000 킬로그램에 해당하는 것은 국제단위계의 미터톤(tonne)이다.
다만 미국에서도 배수량 톤수는 미국톤이 아니라 영국톤(imperial ton, 1,016.0469088 킬로그램)으로 세며, 선적 서류 같은 것에서 접두사 없이 "톤"이라고만 하면 영국톤 또는 미터톤을 의미한다.

## 같이 보기
- 영국톤
- 미터톤